# 33323 Lucaspaganini
33323 Lucaspaganini este o planetă minoră (asteroid), cu un diametru de 15,888 km, din centura de asteroizi. A fost descoperită pe 23 august 1998 la Stația Anderson Mesa de Lowell Observatory Near-Earth-Object Search. 
Obiectul prezintă o orbită caracterizată de o semiaxă mare de 3,1041271 UAi, o excentricitate de 0,21, o înclinație de 11,29869 ° în raport cu ecliptica.